# 6-Stunden-Rennen von Watkins Glen 1975

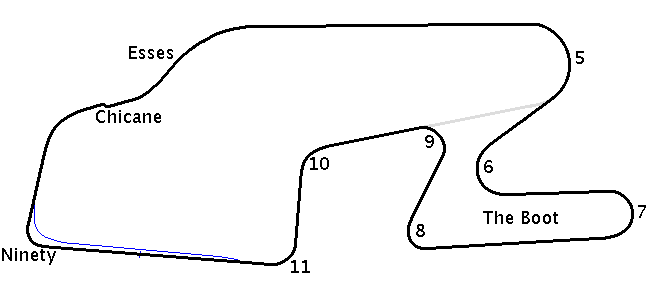
Streckenlayout 1975

Das 6-Stunden-Rennen von Watkins Glen 1975, auch 6-Hours and the Formula 5000, The Glen, Watkins Glen Grand Prix Circuit, fand am 13. Juli in Watkins Glen statt und war der neunte Wertungslauf der Sportwagen-Weltmeisterschaft dieses Jahres.

## Das Rennen
Mit dem 6-Stunden-Rennen von Watkins Glen endete die Sportwagen-Weltmeisterschaft 1975, die ganz im Zeichen von Alfa Romeo stand. Die vom deutschen Willi Kauhsen Racing Team eingesetzten Alfa Romeo T33/TT/12 waren auch bei diesem Rennen der Konkurrenz überlegen. Henri Pescarolo und Derek Bell siegten mit einem Vorsprung von 1 Minute und 20 Sekunden auf die Teamkollegen Arturo Merzario und Mario Andretti.
Am selben Tag fand auch ein Rennen der US-amerikanischen Formel-5000-Meisterschaft statt, das Brian Redman vor Al Unser (beide Lola T332) gewann. Die Formel 5000 startete am Vormittag, das 1000-km-Rennen am Nachmittag. Dort fuhr Redman gemeinsam mit Sam Posey einen Werks-BMW 3.0CSL an die sechste Steller der Gesamtwertung und zum Klassensieg.

## Ergebnisse

### Schlussklassement
| 1               | S 3.0    | 4  | Willi Kauhsen Racing Team | Henri Pescarolo Derek Bell                                | Alfa Romeo T33/TT/12   | 152 |
| 2               | S 3.0    | 3  | Willi Kauhsen Racing Team | Arturo Merzario Mario Andretti                            | Alfa Romeo T33/TT/12   | 152 |
| 3               | S 3.0    | 1  | Renault Alpine            | Gérard Larrousse Jean-Pierre Jarier                       | Alpine-Renault A442    | 149 |
| 4               | S 3.0    | 8  | Scuderia Brescia Corse    | Reinhold Joest Mario Casoni                               | Porsche 908/3          | 149 |
| 5               | GT       | 95 | Bob Hagestad Porsche-Audi | Bob Hagestad Hurley Haywood                               | Porsche Carrera RSR    | 143 |
| 6               | T        | 24 | BMW Motorsport            | Sam Posey Brian Redman                                    | BMW 3.0 CSL            | 142 |
| 7               | GT       | 14 | Holbert's Porsche + Audi  | Al Holbert Peter Gregg                                    | Porsche Carrera RSR    | 141 |
| 8               | GT       | 74 | Heimrath Racing           | Ludwig Heimrath senior Rudy Bartling                      | Porsche Carrera RSR    | 138 |
| 9               | Trans Am | 78 | Babe’s Garage             | Babe Headley Paul Misuriello                              | Chevrolet Corvette 427 | 126 |
| 10              | GT       | 77 | Bruce Jennings            | Bruce Jennings Bob Beasley                                | Porsche 911S           | 123 |
| 11              | Trans Am | 99 | E. F. Miller & Co.        | John Orr Bill Jobe                                        | Chevrolet Corvette 454 | 118 |
| 12              | Trans Am | 67 | Little Foreign Car Shop   | Michael Oleyar Sam Feinstein                              | Chevrolet Corvette 454 | 115 |
| 13              | T        | 93 | Ray Walle                 | Ray Walle Tom Reddy                                       | Mazda RX-3             | 111 |
| 14              | Trans Am | 76 | Allan Anderson            | Allan Anderson Ray Anton                                  | Chevrolet Corvette 350 | 105 |
| 15              | Trans Am | 91 | Pierce Racing             | Roger Pierce Alex Davidson                                | Chevrolet Corvette     | 104 |
| 16              | Trans Am | 22 | Bandag                    | Denny Long Tim Startup                                    | Chevrolet Corvette 460 | 88  |
| Ausgefallen     |          |    |                           |                                                           |                        |     |
| 17              | Trans Am | 33 | Bob Sharp Racing          | Bob Sharp Jim Fitzgerald                                  | Datsun 280Z            | 117 |
| 18              | GT       | 13 | Warren Agor               | Warren Agor Stephen Behr                                  | Chevrolet Monza 350    | 103 |
| 19              | Trans Am | 5  | John Greenwood            | John Greenwood Bill Adam                                  | Chevrolet Corvette 427 | 96  |
| 20              | T        | 25 | BMW Motorsport            | Hans-Joachim Stuck Ronnie Peterson                        | BMW 3.0 CSL            | 85  |
| 21              | S 3.0    | 9  | Scuderia Brescia Corse    | Jürgen Barth Michael Keyser                               | Porsche 908/3          | 67  |
| 22              | Trans Am | 90 | Rynone Ind.               | Thomas Rynone Michael Wiernicki Neil Wiernicki            | Chevrolet Corvette 427 | 67  |
| 23              | GT       | 57 | Grossman Motors           | Bob Grossman Elliott Forbes-Robinson                      | De Tomaso Pantera      | 61  |
| 24              | GT       | 28 | Weiss Motor Racing        | Richard Weiss Jerry Karl                                  | Porsche 911S           | 56  |
| 25              | GT       | 88 | Carter Racing Services    | Tony DeLorenzo Maurice Carter                             | Chevrolet Monza 350    | 52  |
| 26              | T        | 11 | Bobcor Performance        | Bert Everett Frank Marino                                 | Alfa Romeo Alfetta GT  | 50  |
| 27              | S 3.0    | 2  | Renault Alpine            | Jody Scheckter Patrick Depailler                          | Alpine-Renault A442    | 29  |
| 28              | Trans Am | 32 | Warren & Ginny Wagner     | Bill Seip David Lloyd                                     | Chevrolet Corvette     | 25  |
| 29              | T        | 56 | Carter Bros.              | Craig Carter David Laughlin                               | Chevrolet Camaro       | 1   |
| Nicht gestartet |          |    |                           |                                                           |                        |     |
| 30              | S 3.0    | 0  | Dr. H. Dannesberger       | Herbert Müller Eppie Wietzes                              | Porsche 908/3-6        | 1   |
| 31              | GT       | 36 | Miller Brothers           | Kenper Miller Paul Miller                                 | De Tomaso Pantera      | 2   |
| 32              | S 3.0    | 6T | Willi Kauhsen Racing Team | Derek Bell Henri Pescarolo Arturo Merzario Mario Andretti | Alfa Romeo T33/TT/12   | 3   |

1 Motorschaden im Training
2 nicht gestartet
2 Trainingswagen

### Nur in der Meldeliste
Hier finden sich Teams, Fahrer und Fahrzeuge, die ursprünglich für das Rennen gemeldet waren, aber aus den unterschiedlichsten Gründen daran nicht teilnahmen.
| Pos. | Klasse   | Nr. | Team         | Fahrer                                                 | Chassis                |
| ---- | -------- | --- | ------------ | ------------------------------------------------------ | ---------------------- |
| 33   | S 2.0    | 12  | Noah Lacona  | Noah Lacona Brian Goellnicht Gregg Young Warwick Brown | Lola T292              |
| 34   | Trans Am | 19  | Bob Nagel    | Bob Nagel Nick Engels                                  | Chevrolet Corvette     |
| 35   | Trans Am | 34  | Frank Dobias | Frank Dobias                                           | Ford Mustang           |
| 36   | Trans Am | 83  | Frank Marino | Frank Marino Bert Everett                              | Alfa Romeo Giulia GTAm |

### Klassensieger
| Klasse   | Fahrer       | Fahrer          | Fahrzeug               | Platzierung im Gesamtklassement |
| -------- | ------------ | --------------- | ---------------------- | ------------------------------- |
| S 3.0    | Derek Bell   | Henri Pescarolo | Alfa Romeo T33/TT/12   | Gesamtsieg                      |
| GT       | Bob Hagestad | Hurley Haywood  | Porsche Carrera RSR    | Rang 5                          |
| T        | Sam Posey    | Brian Redman    | BMW 3.0 CSL            | Rang 6                          |
| Trans Am | Babe Headley | Paul Misuriello | Chevrolet Corvette 427 | Rang 9                          |

### Renndaten
- Gemeldet: 36
- Gestartet: 29
- Gewertet: 16
- Rennklassen: 4
- Zuschauer: 50000
- Wetter am Renntag: Regen
- Streckenlänge: 5,435 km
- Fahrzeit des Siegerteams: 6:01:23,900 Stunden
- Gesamtrunden des Siegerteams: 152
- Gesamtdistanz des Siegerteams: 826,083 km
- Siegerschnitt: 137,148 km/h
- Pole Position: Jody Scheckter – Alpine-Renault A442 (#2) – 1:42,890 = 190,155 km/h
- Schnellste Rennrunde: Gérard Larrousse – Alpine-Renault A442 (#1) – 1:45,956 = 184,653 km/h
- Rennserie: 9. Lauf zur Sportwagen-Weltmeisterschaft 1975